# Atrophaneura phlegon
Pachliopta phlegon là một loài bướm ngày thuộc họ Papilionidae. Loài này phân bố ở Philippines. Ấu trùng ăn loài Aristolochia.